# Tanjangrono
Tanjangrono is een bestuurslaag in het regentschap Mojokerto van de provincie Oost-Java, Indonesië. Tanjangrono telt 3295 inwoners (volkstelling 2010).